# Hattigny
Hattigny é uma comuna francesa na região administrativa de Grande Leste, no departamento de Mosela. Estende-se por uma área de 13,14 km². Em 2010 a comuna tinha 194 habitantes (densidade: 14,8 hab./km²).